# 动画世界网络
动画世界网络（英語：Animation World Network，通常简称为“AWN”）是一个在线出版集团，专门为动画师提供资源。其网站内容丰富，为专业动画师和动画爱好者提供新闻、文章和链接。

## 内容
具体来说，AWN涵盖动画师简介、独立电影发行、大型动画工作室活动、授权、CGI和其他动画技术，以及动画各个领域的时事动态。
AWN还出版印刷杂志。其中《Animation World》杂志专注于动画领域的一般内容，而《VFX World》则重点关注特效和计算机生成图像。

## 历史

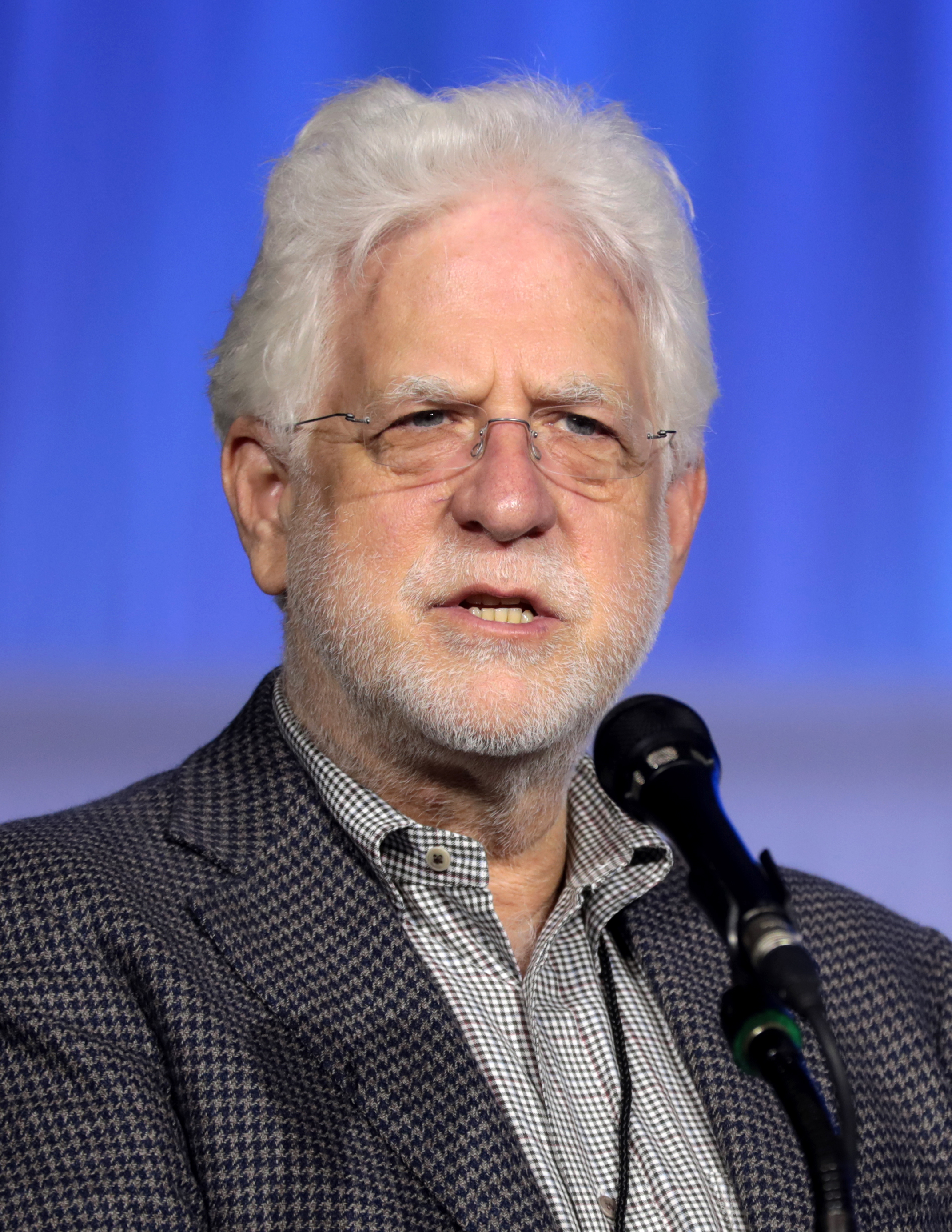
《动画杂志》联合所有人罗恩·戴蒙德出席2022年WonderCon

1995年，罗恩·戴蒙德与丹·萨托（Dan Sarto）合作创办了动画世界网络。《玩具总动员》首映一年后，萨托和戴蒙德制作了他们的第一期。戴蒙德表示：“当时在互联网上发布内容的人并不多，但我们决定直接上线，完全绕过了印刷出版；不仅仅是因为成本原因，还因为动画师在探索新技术方面总是走在前沿。”

## 脚注

### 引文
1. ↑  赵燕 (编). . 高等学校数字媒体专业“十三五”精品规划教材. 武汉: 武汉大学出版社. 2017-09: 132. ISBN 978-7-307-19649-0 （中文（中国大陆））.
2. ↑  . AWN.com. Animation World Network.   [2021-08-20]. （原始内容存档于1996-10-29）.
3. ↑  . AWN.com. Animation World Network.   [2021-08-20]. （原始内容存档于2001-05-09）.
4. ↑  Verrier, Richard. . Los Angeles Times. 2010-06-08  [2015-03-30]. （原始内容存档于2012-06-18）.
5. ↑  Zahed, Ramin. . Variety. 2001-02-12  [2015-03-30]. （原始内容存档于2022-03-28）.
6. ↑  Breznican, Anthony. . USA Today. 2007-03-18  [2015-03-30]. （原始内容存档于2016-03-04）.
7. ↑  . Los Angeles Business Journal. 2008-09-21  [2020-08-13]. （原始内容存档于2021-05-09）.